# Кузьмин Константин Александрович
генерал-майор, командир 108 мотострелковой дивизии

## Биография

Родился 5 октября 1936 г. в  многодетной семье в деревне Хвостино Пошехонского района Ярославской области. Чтобы младшие дети не умерли с голода, мать
Константина Александровича отдала его в детдом вместе с младшей сестрой, где он и воспитывался четыре года, а потом вернулся в семью. В 1945 году поступил в 1 класс Щипцовской начальной школы, где окончил 4 класса. В 1949 -1952 гг.  учился в Колодинской семилетней школе (5-7 классы). В 1952 году поступил в Ремесленное училище №14 города Щербакова (современный Рыбинск), одновременно продолжая учиться в школе рабочей молодежи №3 в городе Щербакове (8 и 9 классы). В июле 1954 года закончил учебу в Ремесленном училище, получил специальность «слесарь», был направлен во Владыченскую МТС. Работал слесарем, токарем, слесарем-медником. В январе 1956 года направлен на работу в должности учетчика-заправщика в Тракторную бригаду №10 Владыченской МТС, а в мае того же года переведен на должность помощника бригадира Тракторной бригады. В армию Константина Александровича призвали из Тракторной бригады, он попал в десантные войска. В 1960 году он закончил воздушно-десантное училище и стал служить в армии в качестве офицера-десантника. 5 лет воевал в Афганистане. Он был первым командиром 108 мотострелковой дивизии, которая воевала в Афганистане, с самого первого ввода дивизии в Афганистан. В 1991 году был уволен в запас по возрасту. Скончался Константин Александрович 25 июня 2013 года в возрасте 76 лет. Похоронен на Троекуровском кладбище в Москве.

## Воинская служба
На военную службу призван 16 октября 1956 года Владыченским районным военным комиссариатом Ярославской области. Военную присягу принял 23 декабря 1956 года.
16.10.1956 - 07.12.1956 сапер Саперной роты 83 отд. батальона 76 гв. ВДВ
07.12.1956 - 07.12.1957 курсант Учебного взвода 83 отд. Саперного батальона 76 гв. ВДВ
7.12.1957 - 27.08.1960 курсант Воздушно-десантного училища
27.08.1960 зачислен в распоряжение командующего ВДВ (Приказ МО №01343 от 27.08.1960)
13.10.1960 зачислен в распоряжение командира 103 гв. ВДВ
23.08.1960  Приказом командующего ВДВ №34 присвоено звание «Инструктор парашютно-десантной подготовки»
13.10.1960-26.04.1962 командир стрелкового взвода 51 гв.парашютно-десантного полка 106 гв. Воздушно-десантной дивизии г. Тула МВО
26.05.1962-30.10.1962 командир разведывательного взвода 181 отдел. Развед. Роты 106 гв. Воздушно-десантной дивизии г. Тула МВО
30.10.1962- 21.04.1964 заместитель командира – инструктор парашютной подготовки 181 отдел. Развед. Роты 106 гв. Воздушно-десантной дивизии г. Тула МВО
21.04.1964-17.12.1966  командир стрелковой роты 51 гв. Парашютно-десантного полка, 106 гв. Воздушно-десантной дивизии
17.12.1966-31.08.1967 командир Парашютно-десантного батальона 51 гв. Парашютно-десантного полка, 106 гв. Воздушно-десантной дивизии
31.08.1967-27.06.1970 слушатель Основного курса Военной академии им. Фрунзе. Окончил основной факультет Военной академии с дипломом по специальности: командно-штабной оперативно-тактической общевойсковой.
27.06.1970 -24.05.1972 начальник штаба - заместитель командира 357 гв. Парашютно-десантного полка 103 гв. Воздушно-десантной дивизии
24.05.1972-06.01.1975 командир 351 гв. Парашютно-десантного полка 105 гв. Воздушно-десантной дивизии 
06.01.1975-03.11.1975 заместитель командира 76 гв. Воздушнодесантной дивизии
03.11.1975-02.1979 командир 108-й мотострелковой Невельской дважды Краснознамённой дивизии (108-я мсд).
03.1979-17.03.1980 заместитель командующего по боевой подготовке – начальник отдела боевой подготовки 38 армии Прикарпатского военного округа
17.03.1980-02.02.1981 начальник отдела боевой подготовки 38 армии Прикарпатского военного округа
02.02.1981-24.02.1983 зачислен в распоряжение 10 Главного управления Генштаба Вооруженных сил СССР (Приказ МО №088 от 02.02.81)
24.02.1983-14.05.1983 откомандирован в распоряжение Главнокомандующего Сухопутными войсками
24.05.1983-14.06.1984 начальник Управления боевой подготовки Приволжского военного округа
14.06.1984-13.10.1985 начальник Отдела  боевой подготовки Приволжского военного округа
13.10.1985-09.09.1986 заместитель начальника Управления боевой подготовки Московского военного округа
09.09.1986 -09.03.1989  заместитель начальника Управления боевой подготовки Московского военного округа
09.03.1989  заместитель начальника Управления боевой подготовки Группы Советских войск в Германии
25.12.1991 уволен в запас по возрасту
06.10.2001 исключен с воинского учета по достижении предельного возраста состояния в запасе

## Присвоение воинских званий
Лейтенант – Приказ МО СССР № 01343 от 27 августа 1960
Старший Лейтенант - Приказ Командующего ВДВ № 0166 от 5 ноября 1963
Капитан - Приказ Командующего ВДВ № 0155 от 5 ноября 1966
Майор - Приказ МО СССР № 0133 от 27 июня1970
Подполковник (досрочно) - Приказ МО СССР № 0429 от 24 мая 1972
Полковник (досрочно) -  Приказ МО СССР № 0100 от 3 ноября 1972
Генерал-майор - Постановление Совета министров СССР № 952 от 27.10.1977, Приказ МО СССР №270 от 28.10.1977

## Государственные награды

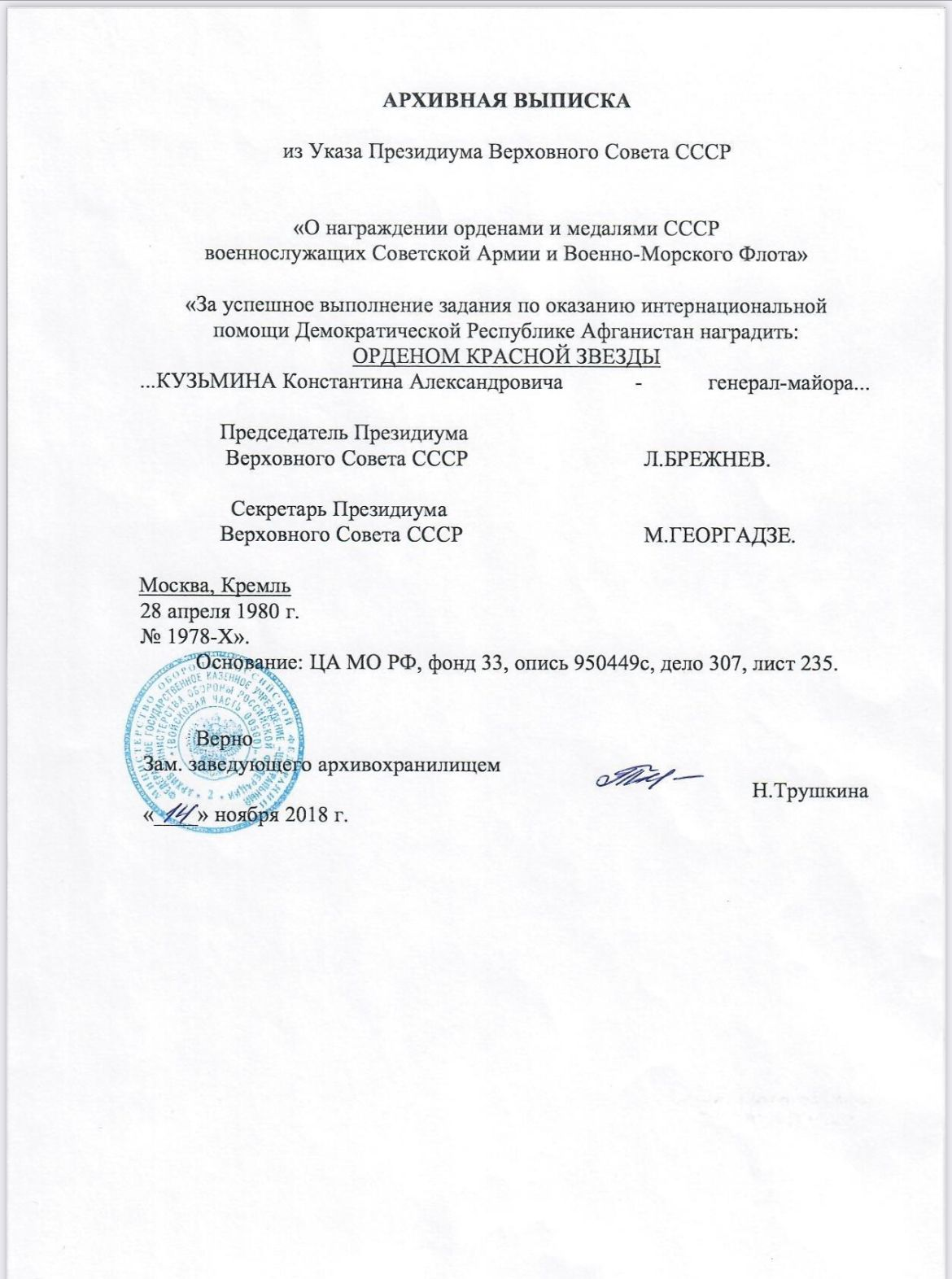

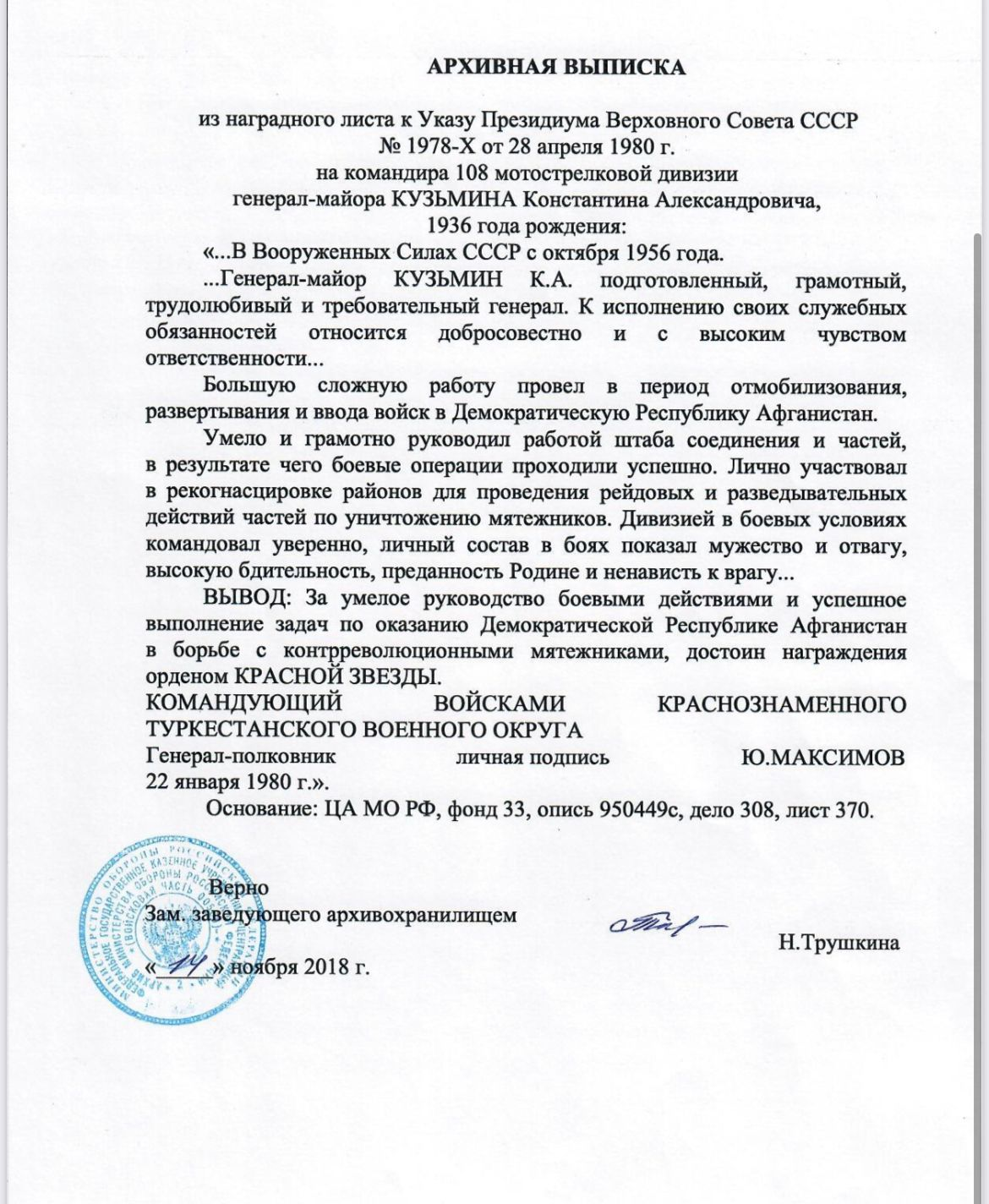

1.    Орден «Красная Звезда» - за спасение жизни сослуживца во время десантирования на воздушном параде 09.07.1961 (Указ Президиума Верховного Совета СССР от 31.07.1961) 
2.    Орден «Красная Звезда» - за успешное выполнение задания по оказанию интернациональной помощи Демократической Республике Афганистан (Указ Президиума Верховного Совета СССР от 28.04.1980 г. №1978-X) 
3.    Медаль «За безупречную службу» 3 степени  - За выслугу лет ( Приказ МО №56 от 20.01.1967)
4.    Медаль «За безупречную службу»   2  степени - За выслугу лет (Приказ МО №196 от 11.12.1971)
5.    Орден «За службу Родине в ВС СССР» 3 степени  - за успехи в боевой подготовке (Постановление Верховного Совета СССР 22.02.1977)
6.    Медаль «За безупречную службу»   1  степени - За выслугу лет (Приказ МО №6 от 02.01.1977)
7.    Орден «За службу Родине в ВС СССР» 2степени   -  за освоение боевой техники (Указ Президента СССР №1525 от 20.02.1991)

## Личная жизнь
Жена Анастасия Николаевна, дочь Наталья, внучка Анастасия, правнучка (названа в его честь ) Констанция.

## Интересные факты из жизни и службы
- Именно под руководством Константина Александровича 108 мотострелковая дивизия в числе первых вошла в Демократическую Республику Афганистан в декабре 1979 года.
- Чтобы не было проблем с питанием солдат, Константин Александрович вел подсобное хозяйство в воинской части, поэтому во время учений каждый солдат сверх положенного пайка получал дополнительно продукты.
- После ухода из армии и до последних дней активно помогал ветеранам, входил в Совет ветеранов 108 мотострелковой дивизии, занимался патриотическим воспитанием.
- В 1990-е годы создал охранное предприятие,  куда приглашал для работы бывших военнослужащих, тем самым в непростое время помогая решить вопрос трудоустройства вчерашним афганцам.